# Wapen van Rhenen
Het wapen van Rhenen is afgeleid van het grootzegel van Rhenen dat uit omstreeks 1483 stamt. De beschrijving luidt als volgt: "In zilver een drie-torenig kasteel van keel (rood), verlicht van het eerste en rondgedekt van azuur (blauw); de middentoren geopend en voorzien van twee gekanteelde weergangen, de courtines ieder voorzien van drie openingen en eveneens gekanteeld.Het schildhoofd beladen met een liggende sleutel van sabel (zwart), de baard naar rechts en naar boven gewend. Het schild gedekt met eene gouden kroon van drie bladeren en twee paarlen en ter wederzijde gehouden door eenen leeuw van goud."

## Geschiedenis
In 1818 werd aan Rhenen een gemeentewapen verleend middels een Koninklijk Besluit. Dit wapen toonde drie torens met de sleutel in een windvaan, in plaats een kasteel met de sleutel erboven. De Hoge Raad van Adel twijfelde toen of dit wapen wel correct was. Men heeft in 1943 een afbeelding gekozen die identiek is aan het grootzegel van Rhenen van omstreeks 1483. Bij beschikking van de secretaris-generaal van het departement van Algemene Zaken werd op 26 oktober 1943 aan de gemeente Rhenen het huidige wapen verleend. In de sleutelbaard kan men een gestileerde "S" en "P" waarnemen, over de betekenis waarvan geen zekerheid bestaat.
Het grootzegel is niet het oudst bekende zegel van Rhenen. Dat hangt namelijk aan een oorkonde uit 1258; het heeft eenzelfde afbeelding als het latere zegel en draagt als randschrift "+ sigillum.burgensium.de.rene" (zegel van de burgers van Rhenen).